# Trofeo Alfredo Binda-Comune di Cittiglio 2016
La 41e édition du Trofeo Alfredo Binda-Comune di Cittiglio a eu lieu le 20 mars 2016. C'est la troisième épreuve de l'UCI World Tour féminin 2016. Elle est remportée par la Britannique Elizabeth Armitstead.

## Présentation

### Parcours
L'épreuve débute par un court circuit dans les rues de Gavirate avant de rejoindre le circuit traditionnel à Cittiglio. Les coureuses effectuent alors un grand tour escaladant les pentes vers le village de Cunardo. Elles réalisent ensuite quatre tours du petit circuit. Sa principale difficulté est la montée allant à Orino.
- - Circuit dans la ville de départ, parcouru une fois
  - Parcours principal
  - Grand circuit, parcouru une fois
  - Petit circuit, parcouru quatre fois

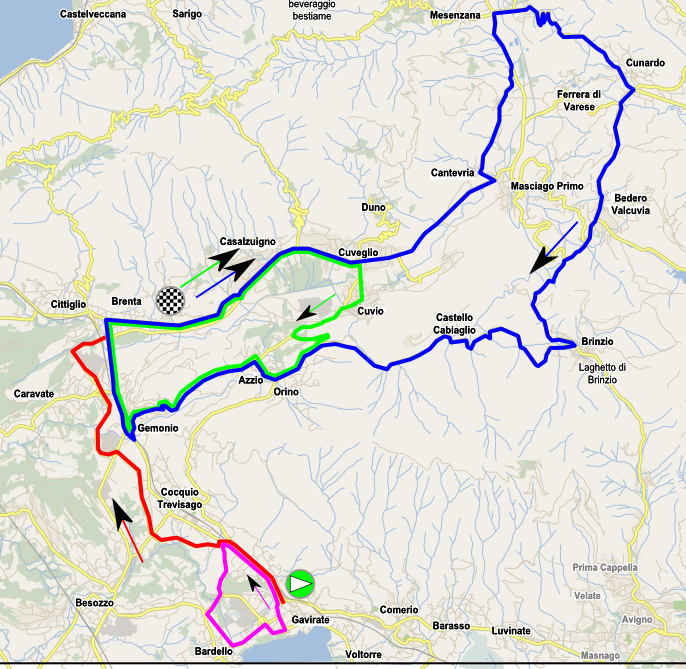

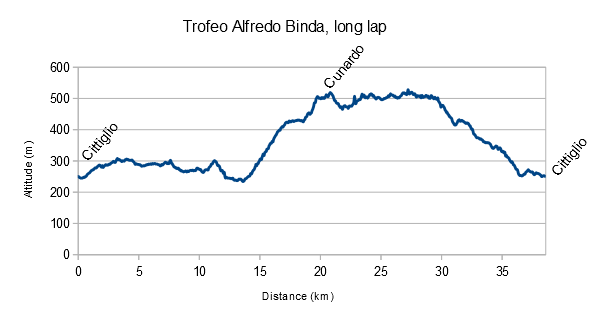
Profil du grand circuit long
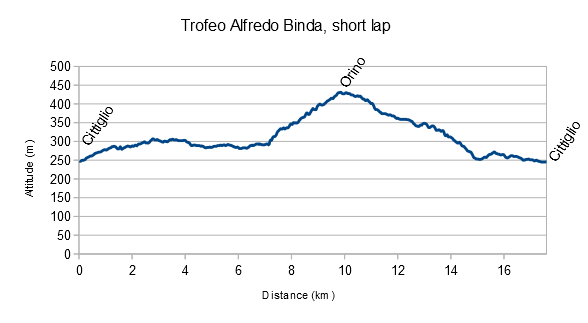
Profil du petit circuit

### Équipes
Vingt-six équipes UCI et deux sélections nationales prennent le départ.
| Équipes UCI             | Équipes UCI | Équipes UCI |
| Nom de l'équipe         | Pays        | Code        |
| ----------------------- | ----------- | ----------- |
| Alé Cipollini           |             | ALE         |
| Aromitalia Vaiano       |             | VAI         |
| Bepink                  |             | BPK         |
| Boels Dolmans           |             | DLT         |
| BTC City Ljubljana      |             | BTC         |
| Canyon-SRAM Racing      |             | LPR         |
| Cervélo Bigla           |             | CBT         |
| Cylance                 |             | CPC         |
| Inpa Bianchi            |             | ISG         |
| Hitec Products          |             | HPU         |
| Lensworld-Zannata-Etixx |             | LZE         |
| Liv-Plantur             |             | TLP         |
| Lotto Soudal            |             | LBL         |

| Équipes UCI                     | Équipes UCI | Équipes UCI |
| Nom de l'équipe                 | Pays        | Code        |
| ------------------------------- | ----------- | ----------- |
| Orica-AIS                       |             | OGE         |
| Parkhotel Valkenburg            |             | PHV         |
| Poitou Charentes Futuroscope 86 |             | FUT         |
| Rabo Liv Women                  |             | RBW         |
| SC Michela Fanini Rox           |             | MIC         |
| Servetto Footon                 |             | SEF         |
| Tibco-SVB                       |             | TIB         |
| Top Girls Fassa Bortolo         |             | TOG         |
| Topsport Vlaanderen-Etixx       |             | VLL         |
| Twenty16-Ridebiker              |             | T16         |
| UnitedHealthcare Women's        |             | UHC         |
| Wiggle High5                    |             | WHT         |

| Sélections nationales         | Sélections nationales | Sélections nationales |
| Nom de l'équipe               | Pays                  | Code                  |
| ----------------------------- | --------------------- | --------------------- |
| Sélection nationale française |                       |                       |
| Sélection nationale suisse    |                       |                       |

## Récit de la course
Le début de course est animé par une attaque de Carmen Small et Ann-Sophie Duyck. Elles se font cependant reprendre par le peloton. À vingt-cinq kilomètres de l'arrivée, dans la montée vers Orino, un groupe de huit coureuses se détache. Il est composé d'Elizabeth Armitstead, Megan Guarnier, Anna van der Breggen, Katarzyna Niewiadoma, Emma Johansson, Annemiek van Vleuten , Alena Amialiusik et Jolanda Neff. Il prend rapidement un avantage de plus d'une minute sur ses poursuivantes. Jolanda Neff attaque ensuite à Cuvio. Dans l'ultime ascension vers Orino, Elizabeth Armitstead a du mal à suivre et perd du terrain. Elle revient sur le groupe au sommet et profite de l'effet de surprise pour attaquer aussitôt. Elle reprend la Suissesse à trois kilomètres de l'arrivée et la surclasse au sprint. Le groupe des poursuivantes rattrape Jolanda Neff dans l'emballage final. Megan Guarnier est donc deuxième et la Suissesse troisième. Le sprint du peloton est remporté par Lauren Kitchen devant Giorgia Bronzini.

## Classements

### Classement final
| Classement final | Classement final     | Classement final | Classement final   | Classement final   |
|                  | Coureur              | Pays             | Équipe             | Temps              |
| ---------------- | -------------------- | ---------------- | ------------------ | ------------------ |
| 1er              | Elizabeth Armitstead | Royaume-Uni      | Boels Dolmans      | en 3 h 11 min 10 s |
| 2e               | Megan Guarnier       | États-Unis       | Boels Dolmans      | +1 s               |
| 3e               | Jolanda Neff         | Suisse           | Servetto Footon    | +4 s               |
| 4e               | Emma Johansson       | Suède            | Wiggle High5       | +4 s               |
| 5e               | Alena Amialiusik     | Biélorussie      | Canyon-SRAM Racing | +4 s               |
| 6e               | Anna van der Breggen | Pays-Bas         | Rabo Liv Women     | +4 s               |
| 7e               | Katarzyna Niewiadoma | Pologne          | Rabo Liv Women     | +11 s              |
| 8e               | Annemiek Van Vleuten | Pays-Bas         | Orica-AIS          | +39 s              |
| 9e               | Lauren Kitchen       | Australie        | Hitec Products     | +1 min 6 s         |
| 10e              | Giorgia Bronzini     | Italie           | Wiggle High5       | +1 min 6 s         |
| modifier         |                      |                  |                    |                    |

### UCI World Tour
| Position           | 1er | 2e  | 3e | 4e | 5e | 6e | 7e | 8e | 9e | 10e | 11e | 12e | 13e | 14e | 15e | 16e | 17e | 18e | 19e | 20e |
| Classement général | 120 | 100 | 85 | 70 | 60 | 50 | 40 | 35 | 30 | 25  | 20  | 18  | 16  | 14  | 12  | 10  | 8   | 6   | 4   | 2   |

## Liste des participantes
| Légende | Légende                                                                                | Légende | Légende                                                    |
| ------- | -------------------------------------------------------------------------------------- | ------- | ---------------------------------------------------------- |
| Num     | Dossard de départ porté par le coureur sur ce Trofeo Alfredo Binda-Comune di Cittiglio | Pos     | Position à l'arrivée de la course                          |
|         | Indique un maillot de champion national ou mondial, suivi de sa spécialité             | NP      | Indique un coureur qui n'a pas pris le départ de la course |
| AB      | Indique un coureur qui n'a pas terminé la course                                       | HD      | Indique un coureur qui a terminé la course hors des délais |

| Boels Dolmans DLT              | Boels Dolmans DLT                  | Boels Dolmans DLT |
| ------------------------------ | ---------------------------------- | ----------------- |
| Num                            | Coureur                            | Pos               |
| 1                              | Elizabeth Armitstead (GBR) (route) | 1re               |
| 2                              | Evelyn Stevens (USA)               | NP                |
| 3                              | Chantal Blaak (NED)                | 12e               |
| 4                              | Katarzyna Pawłowska (POL)          | AB                |
| 5                              | Karol-Ann Canuel (CAN)             | 43e               |
| 6                              | Megan Guarnier (USA) (route)       | 2e                |
| Directeur sportif : Danny Stam |                                    |                   |

| Wiggle High5 WHT                    | Wiggle High5 WHT              | Wiggle High5 WHT |
| ----------------------------------- | ----------------------------- | ---------------- |
| Num                                 | Coureur                       | Pos              |
| 7                                   | Mara Abbott (USA)             | 45e              |
| 8                                   | Giorgia Bronzini (ITA)        | 10e              |
| 9                                   | Mayuko Hagiwara (JPN) (route) | 74e              |
| 10                                  | Emma Johansson (SWE) (route)  | 4e               |
| 11                                  | Danielle King (GBR)           | 20e              |
| 12                                  | Anna Sanchis (ESP) (route)    | AB               |
| Directeur sportif : Egon van Kessel |                               |                  |

| Rabo Liv Women RBW                  | Rabo Liv Women RBW          | Rabo Liv Women RBW |
| ----------------------------------- | --------------------------- | ------------------ |
| Num                                 | Coureur                     | Pos                |
| 13                                  | Anna van der Breggen (NED)  | 6e                 |
| 14                                  | Thalita de Jong (NED)       | 61e                |
| 15                                  | Anouska Koster (NED)        | 73e                |
| 16                                  | Katarzyna Niewiadoma (POL)  | 7e                 |
| 17                                  | Lucinda Brand (NED) (route) | 69e                |
| 18                                  | Roxane Knetemann (NED)      | AB                 |
| Directeur sportif : Koos Moerenhout |                             |                    |

| Canyon-SRAM Racing LPR          | Canyon-SRAM Racing LPR         | Canyon-SRAM Racing LPR |
| ------------------------------- | ------------------------------ | ---------------------- |
| Num                             | Coureur                        | Pos                    |
| 19                              | Lisa Brennauer (GER)           | 19e                    |
| 20                              | Trixi Worrack (GER) (route)    | AB                     |
| 21                              | Tiffany Cromwell (AUS )        | 21e                    |
| 22                              | Alena Amialiusik (BLR) (route) | 5e                     |
| 23                              | Alexis Ryan (USA )             | AB                     |
| 24                              | Elena Cecchini (ITA) (route)   | 14e                    |
| Directeur sportif : Ronny Lauke |                                |                        |

| Cervélo Bigla CBT                  | Cervélo Bigla CBT                | Cervélo Bigla CBT |
| ---------------------------------- | -------------------------------- | ----------------- |
| Num                                | Coureur                          | Pos               |
| 25                                 | Ashleigh Moolman-Pasio (RSA)     | 49e               |
| 26                                 | Carmen Small (USA)               | AB                |
| 27                                 | Lotta Lepistö (FIN) (route)      | AB                |
| 28                                 | Joëlle Numainville (CAN) (route) | AB                |
| 29                                 | Gabrielle Pilote-Fortin (CAN)    | AB                |
| 30                                 | Clara Koppenburg (GER)           | 75e               |
| Directeur sportif : Thomas Campana |                                  |                   |

| Orica-AIS OGE                     | Orica-AIS OGE              | Orica-AIS OGE |
| --------------------------------- | -------------------------- | ------------- |
| Num                               | Coureur                    | Pos           |
| 31                                | Annemiek Van Vleuten (NED) | 8e            |
| 32                                | Loren Rowney (AUS)         | AB            |
| 33                                | Sarah Roy (AUS)            | 24e           |
| 34                                | Katrin Garfoot (AUS)       | 25e           |
| 35                                | Lizzie Williams (AUS)      | 16e           |
| 36                                | Rachel Neylan (AUS)        | 80e           |
| Directeur sportif : Martin Barras |                            |               |

| Hitec Products HPU               | Hitec Products HPU      | Hitec Products HPU |
| -------------------------------- | ----------------------- | ------------------ |
| Num                              | Coureur                 | Pos                |
| 37                               | Tatiana Guderzo ( ITA)  | 81e                |
| 38                               | Simona Frapporti ( ITA) | AB                 |
| 39                               | Ingrid Lorvik ( NOR)    | AB                 |
| 40                               | Miriam Bjornsrud (NOR)  | AB                 |
| 41                               | Vita Heine ( NOR)       | 31e                |
| 42                               | Lauren Kitchen ( AUS)   | 9e                 |
| Directeur sportif : Bart Lismont |                         |                    |

| Cylance CPC                        | Cylance CPC                 | Cylance CPC |
| ---------------------------------- | --------------------------- | ----------- |
| Num                                | Coureur                     | Pos         |
| 43                                 | Shelley Olds (USA)          | AB          |
| 44                                 | Rachele Barbieri (ITA )     | AB          |
| 45                                 | Sheyla Gutierrez Ruiz (ESP) | AB          |
| 46                                 | Rossella Ratto (ITA )       | 23e         |
| 47                                 | Alison Tetrick (USA)        | AB          |
| 48                                 | Doris Schweizer (SUI)       | 44e         |
| Directeur sportif : Manel Lacambra |                             |             |

| Tibco-SVB TIB                     | Tibco-SVB TIB         | Tibco-SVB TIB |
| --------------------------------- | --------------------- | ------------- |
| Num                               | Coureur               | Pos           |
| 49                                | Lauren Stephens (USA) | 48e           |
| 50                                | Lauren Hall (USA)     | AB            |
| 51                                | Lauren Komanski (USA) | 39e           |
| 52                                | Kathrin Hammes (USA)  | AB            |
| 53                                | Emily Colins (USA)    | 62e           |
| 54                                | Brianna Walle (USA)   | AB            |
| Directeur sportif : Edward Beamon |                       |               |

| Liv-Plantur TLP                  | Liv-Plantur TLP        | Liv-Plantur TLP |
| -------------------------------- | ---------------------- | --------------- |
| Num                              | Coureur                | Pos             |
| 55                               | Floortje Mackaij (NED) | AB              |
| 57                               | Rozanne Slik (NED)     | 52e             |
| 58                               | Leah Kirchmann (CAN)   | 13e             |
| 59                               | Carlee Taylor (AUS)    | 68e             |
| 60                               | Molly Weaver (GBR)     | AB              |
| Directeur sportif : Dirk Reuling |                        |                 |

| UnitedHealthcare Women's UHC    | UnitedHealthcare Women's UHC | UnitedHealthcare Women's UHC |
| ------------------------------- | ---------------------------- | ---------------------------- |
| Num                             | Coureur                      | Pos                          |
| 61                              | Coryn Rivera (USA )          | 11e                          |
| 62                              | Iris Slappendel (NED)        | 62e                          |
| 63                              | Katie Hall (USA)             | 28e                          |
| 64                              | Mickey Abigail (USA)         | AB                           |
| 65                              | Diana Penuela Martinez (COL) | AB                           |
| 66                              | Annie Ewart (CAN)            | AB                           |
| Directeur sportif : Rachel Heal |                              |                              |

| Poitou Charentes Futuroscope 86 FUT | Poitou Charentes Futuroscope 86 FUT | Poitou Charentes Futuroscope 86 FUT |
| ----------------------------------- | ----------------------------------- | ----------------------------------- |
| Num                                 | Coureur                             | Pos                                 |
| 67                                  | Aude Biannic (FRA)                  | AB                                  |
| 68                                  | Amélie Rivat (FRA)                  | 35e                                 |
| 69                                  | Séverine Eraud (FRA)                | AB                                  |
| 70                                  | Victorie Guilman (FRA)              | AB                                  |
| 71                                  | Greta Richioud (FRA)                | AB                                  |
| 72                                  | Charlotte Bravard (FRA)             | AB                                  |
| Directeur sportif : Nicolas Marche  |                                     |                                     |

| BTC City Ljubljana BTC           | BTC City Ljubljana BTC        | BTC City Ljubljana BTC |
| -------------------------------- | ----------------------------- | ---------------------- |
| Num                              | Coureur                       | Pos                    |
| 73                               | Eugenia Bujak (POL) (route)   | 27e                    |
| 74                               | Polona Batagelj (SLO) (route) | 34e                    |
| 75                               | Anja Plichta (SLO)            | 38e                    |
| 76                               | Ursa Pintar (SLO)             | 40e                    |
| 77                               | Spela Kern (SLO)              | AB                     |
| 78                               | Jelena Eric (SRB)             | AB                     |
| Directeur sportif : Gorazd Penko |                               |                        |

| Bepink BPK                      | Bepink BPK              | Bepink BPK |
| ------------------------------- | ----------------------- | ---------- |
| Num                             | Coureur                 | Pos        |
| 79                              | Olga Zabelinskaya (RUS) | 29e        |
| 80                              | Lex Albrecht (CAN)      | AB         |
| 81                              | Silvia Valsecchi (ITA)  | AB         |
| 82                              | Simona Bortolotti (ITA) | AB         |
| 83                              | Kseniya Tuhai (BLR)     | AB         |
| 84                              | Lenore Pipes (GUM)      | AB         |
| Directeur sportif : Walter Zini |                         |            |

| Astana Women's ASA               | Astana Women's ASA                 | Astana Women's ASA |
| -------------------------------- | ---------------------------------- | ------------------ |
| Num                              | Coureur                            | Pos                |
| 85                               | Tatiana Antoshina (RUS)            | AB                 |
| 86                               | Sofia Bertizzolo (ITA)             | 59e                |
| 87                               | Arianna Fidanza (ITA)              | AB                 |
| 88                               | Natalya Saifutdinova (KAZ) (route) | AB                 |
| 89                               | Sofia Beggin (ITA)                 | AB                 |
| 90                               | Svetlana Vasilieva (RUS)           | AB                 |
| Directeur sportif : Aldo Piccolo |                                    |                    |

| Alé Cipollini ALE                        | Alé Cipollini ALE              | Alé Cipollini ALE |
| ---------------------------------------- | ------------------------------ | ----------------- |
| Num                                      | Coureur                        | Pos               |
| 91                                       | Marta Bastianelli (ITA)        | 55e               |
| 92                                       | Emilia Fahlin (SWE)            | 76e               |
| 93                                       | Małgorzata Jasińska (POL)      | 17e               |
| 94                                       | Dalia Muccioli (ITA)           | 78e               |
| 95                                       | Ellen Skerritt (AUS)           | AB                |
| 96                                       | Ane Santesteban Gonzalez (ESP) | 30e               |
| Directeur sportif : Fortunato Lacquaniti |                                |                   |

| Lotto Soudal LBL                     | Lotto Soudal LBL          | Lotto Soudal LBL |
| ------------------------------------ | ------------------------- | ---------------- |
| Num                                  | Coureur                   | Pos              |
| 97                                   | Claudia Lichtenberg (GER) | 72e              |
| 98                                   | Jessie Daams (BEL)        | 26e              |
| 99                                   | Anisha Vekemans (BEL)     | AB               |
| 100                                  | Susanna Zorzi (ITA)       | AB               |
| 101                                  | Willeke Knol (GER)        | AB               |
| 102                                  | Sofie De Vuyst (BEL)      | 18e              |
| Directeur sportif : Dany Schoonbaert |                           |                  |

| Parkhotel Valkenburg PHV             | Parkhotel Valkenburg PHV   | Parkhotel Valkenburg PHV |
| ------------------------------------ | -------------------------- | ------------------------ |
| Num                                  | Coureur                    | Pos                      |
| 103                                  | Janneke Ensing (NED)       | AB                       |
| 104                                  | Hanna Solovey (UKR)        | 53e                      |
| 105                                  | Jermaine Post (NED)        | AB                       |
| 106                                  | Esra Tromp (NED)           | AB                       |
| 107                                  | Pauliena Rooijakkers (NED) | AB                       |
| 108                                  | Jip van den Bos (NED)      | 51e                      |
| Directeur sportif : Levinus Huenders |                            |                          |

| Lensworld-Zannata-Etixx LZE             | Lensworld-Zannata-Etixx LZE     | Lensworld-Zannata-Etixx LZE |
| --------------------------------------- | ------------------------------- | --------------------------- |
| Num                                     | Coureur                         | Pos                         |
| 109                                     | Maria Giulia Confalonieri (ITA) | 15e                         |
| 110                                     | Flávia Oliveira (BRA)           | 33e                         |
| 111                                     | Annelies Dom (BEL)              | AB                          |
| 112                                     | Kaat Hannes (BEL)               | AB                          |
| 114                                     | Oxana Kozonchuk (RUS)           | 50e                         |
| Directeur sportif : Heidi Van De Vijver |                                 |                             |

| Topsport Vlaanderen-Etixx VLL    | Topsport Vlaanderen-Etixx VLL | Topsport Vlaanderen-Etixx VLL |
| -------------------------------- | ----------------------------- | ----------------------------- |
| Num                              | Coureur                       | Pos                           |
| 115                              | Kelly Druyts (BEL)            | AB                            |
| 116                              | Jessy Druyts (BEL)            | AB                            |
| 117                              | Kelly Van den Steen (BEL)     | 54e                           |
| 118                              | Ann-Sophie Duyck (BEL)        | AB                            |
| 119                              | Valerie Demey (BEL)           | AB                            |
| 120                              | Demmy Druyts (BEL)            | AB                            |
| Directeur sportif : Davy Wijnant |                               |                               |

| Servetto Footon SEF               | Servetto Footon SEF   | Servetto Footon SEF |
| --------------------------------- | --------------------- | ------------------- |
| Num                               | Coureur               | Pos                 |
| 121                               | Jolanda Neff (SUI)    | 3e                  |
| 122                               | Nicole Brandli (SUI)  | 37e                 |
| 123                               | Eva Lechner (ITA)     | 65e                 |
| 124                               | Alice Gasparini (ITA) | AB                  |
| 125                               | Katia Ragusa (ITA)    | AB                  |
| 126                               | Anna Potokina (RUS)   | 77e                 |
| Directeur sportif : Dario Rossino |                       |                     |

| Inpa Bianchi ISG                     | Inpa Bianchi ISG               | Inpa Bianchi ISG |
| ------------------------------------ | ------------------------------ | ---------------- |
| Num                                  | Coureur                        | Pos              |
| 127                                  | Tetiana Riabchenko (UKR)       | 58e              |
| 128                                  | Michela Pavin (ITA)            | AB               |
| 129                                  | Anna Zita Maria Stricker (ITA) | 57e              |
| 130                                  | Lara Vieceli (ITA)             | 36e              |
| 131                                  | Ann Bethany Allen (USA)        | AB               |
| 132                                  | Ana Maria Covrig (ROM)         | 66e              |
| Directeur sportif : Giuseppe Lanzoni |                                |                  |

| Twenty16-Ridebiker T16          | Twenty16-Ridebiker T16      | Twenty16-Ridebiker T16 |
| ------------------------------- | --------------------------- | ---------------------- |
| Num                             | Coureur                     | Pos                    |
| 133                             | Alison Jackson (CAN)        | 46e                    |
| 134                             | Allie Dragoo (USA)          | AB                     |
| 135                             | Leah Thomas (USA)           | 64e                    |
| 136                             | Jessica Cerra (USA)         | AB                     |
| 137                             | Sofia Arreola Navarro (MEX) | 47e                    |
| 138                             | Kaitlin Antonneau (USA)     | 67e                    |
| Directeur sportif : Mari Holden |                             |                        |

| SC Michela Fanini Rox MIC           | SC Michela Fanini Rox MIC | SC Michela Fanini Rox MIC |
| ----------------------------------- | ------------------------- | ------------------------- |
| Num                                 | Coureur                   | Pos                       |
| 139                                 | Edwige Pitel (FRA)        | 41e                       |
| 140                                 | Laura Lozano (COL)        | 42e                       |
| 141                                 | Monika Kiraly (HUN)       | 71e                       |
| 142                                 | Sari Saarelainen (FIN)    | AB                        |
| 143                                 | Nina Gulino (ITA)         | AB                        |
| 144                                 | Manuela De Iuliis (ITA)   | AB                        |
| Directeur sportif : Antonio Fanelli |                           |                           |

| Aromitalia Vaiano VAI              | Aromitalia Vaiano VAI     | Aromitalia Vaiano VAI |
| ---------------------------------- | ------------------------- | --------------------- |
| Num                                | Coureur                   | Pos                   |
| 145                                | Rasa Leleivytė (LTU)      | 22e                   |
| 146                                | Beatrice Bartelloni (ITA) | AB                    |
| 147                                | Monia Baccaille (ITA)     | AB                    |
| 148                                | Elena Franchi (ITA)       | 56e                   |
| 149                                | Nicole Nesti (ITA)        | AB                    |
| 150                                | Silvija Latozaite (LTU)   | AB                    |
| Directeur sportif : Matteo Ferrari |                           |                       |

| Top Girls Fassa Bortolo TOG      | Top Girls Fassa Bortolo TOG | Top Girls Fassa Bortolo TOG |
| -------------------------------- | --------------------------- | --------------------------- |
| Num                              | Coureur                     | Pos                         |
| 151                              | Irene Bitto (ITA)           | 32e                         |
| 152                              | Nicole Dal Santo (ITA)      | AB                          |
| 153                              | Sara Mariotto (ITA)         | AB                          |
| 154                              | Elena Leonardi (ITA)        | AB                          |
| 155                              | Asja Paladin (ITA)          | 79e                         |
| 156                              | Soraya Paladin (ITA)        | AB                          |
| Directeur sportif : Lucio Rigato |                             |                             |

| Sélection nationale française           | Sélection nationale française | Sélection nationale française |
| --------------------------------------- | ----------------------------- | ----------------------------- |
| Num                                     | Coureur                       | Pos                           |
| 157                                     | Sandrine Bideau (FRA)         | AB                            |
| 158                                     | Soline Lamboley (FRA)         | AB                            |
| 159                                     | Fanny Leuleu (FRA)            | AB                            |
| 160                                     | Emily Rochedy (FRA)           | AB                            |
| 161                                     | Manon Souyris (FRA)           | AB                            |
| 162                                     | Marine Strappazzon (FRA)      | AB                            |
| Directeur sportif : Sandrine Guirronnet |                               |                               |

| Sélection nationale suisse        | Sélection nationale suisse | Sélection nationale suisse |
| --------------------------------- | -------------------------- | -------------------------- |
| Num                               | Coureur                    | Pos                        |
| 163                               | Linda Indergand (SUI)      | 70e                        |
| 164                               | Riccarda Mazzotta (SUI)    | AB                         |
| 165                               | Sina Frei (SUI)            | 60e                        |
| 166                               | Aline Seitz (SUI)          | AB                         |
| 168                               | Andrea Waldis (SUI)        | AB                         |
| Directeur sportif : Edmund Telser |                            |                            |

Source.